# George Francis Hampson
Pour les articles homonymes, voir Hampson.
George Francis Hampson, 10e baronnet, est un entomologiste britannique, né le 14 janvier 1860 et mort le 15 octobre 1936 à Thurnham Court, Maidstone.

## Biographie
Hampson étudie à la Charterhouse School et à l’Exeter College de Cambridge. Il voyage en Inde et devient planteur de thé dans le district de Nilgiri Hills à Madras (aujourd’hui Tamil Nadu). C’est là qu’il commence à s’intéresser aux papillons.
Lorsqu’il revient en Grande-Bretagne, il devient bénévole au British Museum et fait paraître The Lepidoptera of the Nilgiri District (1891) et The Lepidoptera Heterocera of Ceylon (1893) qui constituent les parties 8 et 9 des Illustrations of Typical Specimens of Lepidoptera Heterocera of the British Museum. Il commence alors son œuvre intitulée The Fauna of British India, Moths en quatre volumes de 1892 à 1896.
Albert Charles Lewis Günther (1830-1914) l’engage comme assistant au Muséum en mars 1895. Après avoir hérité de son titre de baronnet en 1896, il est promu conservateur assistant en 1901. Il réalise alors le Catalogue of the Lepidoptera Phalaenae in the British Museum en quinze volumes de 1898 à 1920.